# ایموجی هلو

ایموجی هلو همانطور که در توئیتر نمایش داده می‌شود.

ایموجی هلو (انگلیسی: Peach emoji) یک ایموجی با هلوی صورتی مایل به نارنجی است. این ایموجی یکی از متداول ترین شکلک‌های استفاده شده به غیر از ایموجی بادمجان در وب‌سایت‌های رسانه‌های اجتماعی مانند فیس‌بوک، توییتر و اینستاگرام و تلگرام و واتساپ است. کاربران رسانه‌های اجتماعی اغلب از آن برای باسن یا نماد پیشنهادی در طول مکالمات جنسی استفاده می‌کردند.